# Vickning

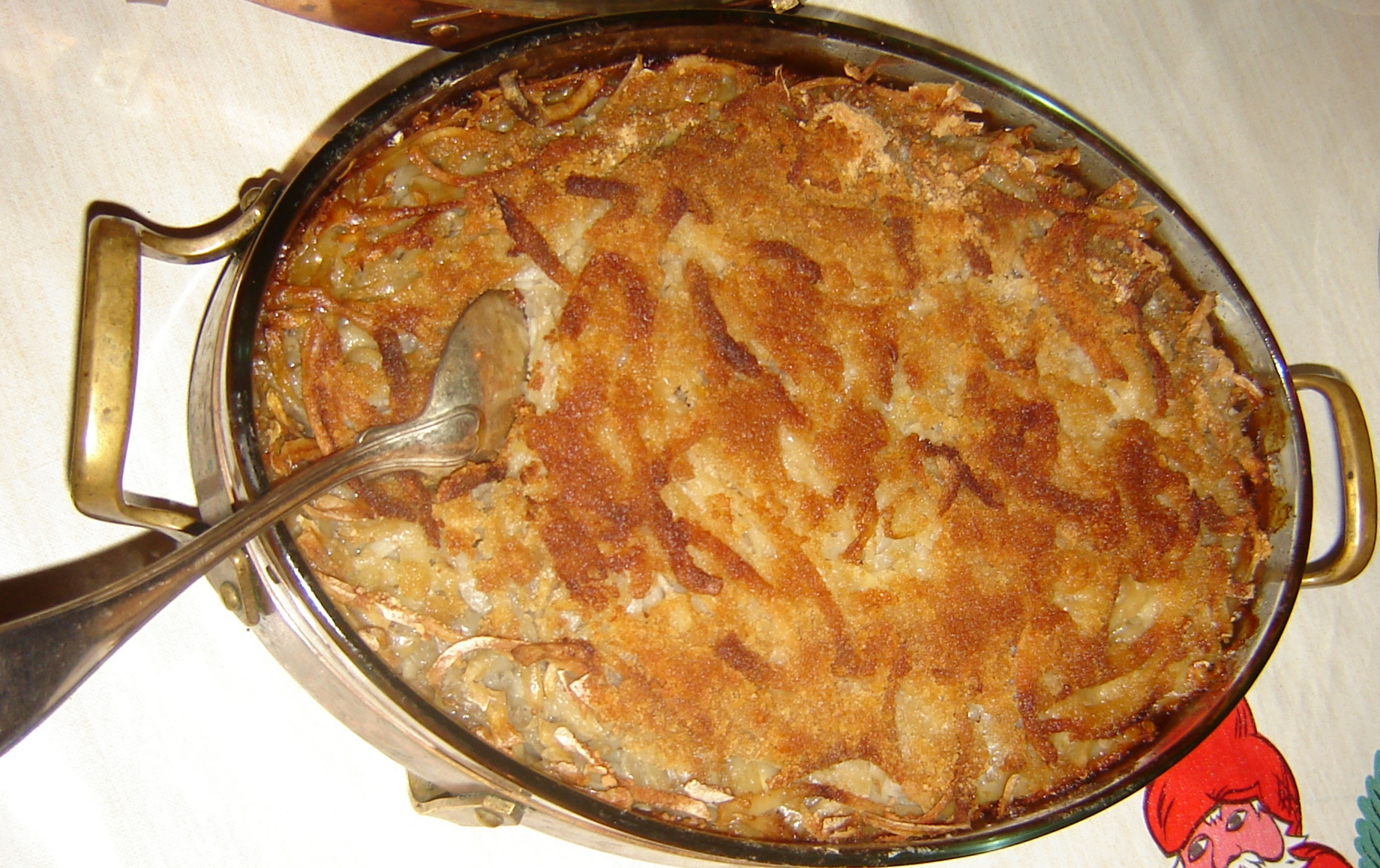
Janssons frestelse är en typisk maträtt för vickning

Vickning (eller nattsexa) kallas en enklare improviserad måltid som äts framåt natten eller småtimmarna.
Vickning bjöds förr som avskedsmåltid då gästerna ofta hade lång väg att färdas hem och är en sedvänja som innebär att man ofta bjuder sina gäster godnatt med ett mål mat.
Janssons frestelse eller pytt i panna är traditionella vickningsrätter.

## Ordet
Det första belägget för ordet vickning i denna betydelse är från 1899. En möjlig men osäker förklaring är att det kommer från det tyska ordet "wickeln", som betyder "linda in", till exempel kött inlindat i deg och liknande rätter som är enkla att värma på.